# Tachina interclusa
Tachina interclusa là một loài ruồi trong họ Tachinidae.